# Карл Людвиг Гогенлоэ-Лангенбургский
Карл Людвиг Гогенлоэ-Лангенбургский (нем. Karl Ludwig zu Hohenlohe-Langenburg; 10 сентября 1762, Лангенбург — 4 апреля 1825, там же) — третий князь дома Гогенлоэ-Лангенбург.

## Биография
Карл Людвиг — первый ребёнок князя Кристиана Альбрехта Гогенлоэ-Лангенбургского и принцессы Каролины Штольберг-Гедернской. Страстно увлекался музыкой.
С 1820 года князь Карл Людвиг входил в вюртембергское сословное собрание, где его представлял сын Эрнст.
30 января 1789 года Карл Людвиг женился на графине Амалии Генриетте Сольмс-Барутской, дочери графа Иоганна Кристиана II Сольмс-Барутского. В браке родились:
- Луиза (1789—1789)
- Элиза Элеонора Шарлотта (1790—1830), замужем за ландграфом Виктором Амадеем Гессен-Ротенбургским, герцогом Ратиборским
- Каролина Фридерика Констанца (1792—1847), замужем за князем Францем Иосифом Гогенлоэ-Шиллингсфюрстом (1787—1841)
- Эмилия Фридерика Кристиана (1793—1859), замужем за графом Фридрихом Людвигом Кастель-Кастель (1791—1875)
- Эрнст Кристиан Карл (1794−1860), женат на Феодоре Лейнингенской (1807−1872)
- Фридрих (1797—1797)
- Мария Генриетта (1798—1798)
- Луиза Шарлотта Иоганна (1799—1881), замужем за принцем Адольфом Гогенлоэ-Ингельфингеном
- Иоганна Генриетта Филиппина (1800—1877), замужем за графом Эмилем Кристианом Эрбах-Шёнбергским (1789—1829)
- Мария Агнесса Генриетта (1804—1833), замужем за наследным принцем Константином Лёвенштейн-Вертгейм-Розенбургским (1802—1838)
- Густав Генрих (1806—1881)
- Елена (1807—1880), замужем за герцогом Евгением Вюртембергским
- Иоганн Генрих (1810—1830)

Потомки Карла Людвига Гогенлоэ-Лангенбургского породнились со многими правящими династиями Европы.
- Ханс-Адам II Лихтенштейнский — правнук Марии Терезы Португальской, чья мать Аделаида является внучкой князя Карла Людвига.
- Великий герцог Анри Люксембургский также является потомком Аделаиды через дочь Марию Анну.
- Мать короля Швеции Карл XVI Густава Сибилла приходится правнучкой дочери сына князя Карла Людвига Эрнста.
- Отец королевы Нидерландов Беатрикс Бернард является правнуком дочери князя Карла Людвига Эмилии.
- Королева Испании София и король Греции Константин II — дети Фредерики Греческой, чья бабушка императрица Августа Виктория приходилась внучкой сыну князя Карла Людвига Эрнста.